# 100 Tabus
100 Tabus war eine portugiesische Talkshow zum Thema Sexualität.
Sie wurde von der Sexualwissenschaftlerin Marta Crawford moderiert. Crawford kehrte mit dieser Sendung wieder auf den Bildschirm zurück, nachdem sie 2009 auf TVI24 die Sendung Aqui Há Sexo präsentiert hatte.
In der 30-minütigen Sendung spricht Crawford mit Personen auf den Straßen über Themen wie Keuschheit, Homosexualität, Masturbation, Empfängnisverhütung oder Sex im Alter.
Seit dem 21. September 2012 wurden zunächst 13 Folgen wöchentlich im Nachtprogramm des privaten Fernsehsenders SIC Mulher ausgestrahlt. 2013 folgte im Frühjahr eine weitere Staffel mit elf Folgen.